# Atlantico Europa
Die Banco Privado Atlântico Europa, S.A. (kurz: Atlantico Europa) ist eine börsennotierte Privatbank mit Sitz in der portugiesischen Hauptstadt Lissabon. Hauptaktionär des 2009 gegründeten Instituts ist die luxemburgische Atlantico Finantial Group, S.A.
Im Jahr 2014 betrug das Geschäftsvolumen der Atlantico Europa rund 574 Mio. Euro, wobei hiervon etwa 412 Mio. Euro allein auf Kundeneinlagen entfallen. Das Geschäftsjahr 2014 war mit einem Gewinn nach Steuern von 3,75 Mio. Euro zugleich auch das erfolgreichste Jahr in der noch jungen Unternehmensgeschichte. Gegenüber 2013 konnte der Gewinn um über 58 % gesteigert werden.
Die Atlantico Europa ist Mitglied im Einlagensicherungsfonds der Portugiesischen Republik (FGD, Fundo der Garantia de Depósitos), der über Entschädigungsmittel in Höhe von etwa 1,1 Milliarden Euro verfügt (Stand: 31. Dezember 2014).

## Verweise
- atlantico.eu – Netzauftritt